# Europarådets konvention om skydd för barn mot sexuell exploatering och sexuella övergrepp
Europarådets konvention om skydd för barn mot sexuell exploatering och sexuella övergrepp, även kallad Lanzarote-konventionen, är ett multilateralt fördrag, eller konvention. Den har antagits av Europarådet och syftar till att gemensamt kriminalisera vissa former av sexuella övergrepp mot barn. Det är den första internationella konventionen som behandlar sexuella övergrepp mot barn som sker i hemmet eller familjen.

## Innehåll
Konventionen innebär kriminalisering av sexuellt umgänge med barn under sexuell myndighetsålder, oavsett i vilket sammanhang detta inträffar. Konventionen innebär också kriminalisering av barnprostitution och barnpornografi. Konventionen omfattar flera åtgärder för att förhindra sexuellt utnyttjande av barn och övergrepp, inklusive utbildning, övervakning av tidigare dömda brottslingar, samt screening och utbildning av personer som arbetar med barn (oavsett om dessa personer arbetar mot lön eller som frivilliga).

## Ikraftträdande
Konventionen ingicks och undertecknades den 25 oktober 2007 i Lanzarote, Spanien. Alla stater i Europarådet har undertecknat konventionen. Det sista landet att underteckna konventionen var Tjeckien i juli 2014. Konventionen trädde i kraft den 1 juli 2010 efter att ha ratificerats av fem delstater.
Även om konventionen är utformad för stater inom det Europeiska rådet är den öppen att ansluta till för alla länder/stater i världen. Ännu har dock inget land utanför Europa anslutit sig.

### Sverige
Sverige undertecknade konventionen redan vid upprättandet i Lanzarote den 25 oktober 2007. Ratificeringen skedde den 28 juni 2013. Denna trädde i kraft från den 1 oktober 2013.

## Undertecknande stater
I november 2018 hade konventionen undertecknats av 44 stater:
- Albanien
- Andorra
- Belgien
- Bosnien och Hercegovina
- Bulgarien
- Cypern
- Danmark
- Estland
- Finland
- Frankrike
- Georgien
- Grekland
- Island
- Italien
- Kroatien
- Lettland
- Liechtenstein
- Litauen
- Luxemburg
- Makedonien
- Malta
- Moldavien
- Monaco
- Montenegro
- Nederländerna
- Norge
- Polen
- Portugal
- Rumänien
- Ryssland
- San Marino
- Schweiz
- Serbien
- Slovakien
- Slovenien
- Spanien
- Storbritannien
- Sverige
- Turkiet
- Ukraina
- Ungern
- Österrike
- Tyskland